# Diritto di sincronizzazione
Il diritto di sincronizzazione è il diritto di sincronizzare una composizione musicale a fotogrammi o immagini in una produzione audiovisiva, come ad esempio un film, un programma televisivo, spot pubblicitario, cortometraggio, video musicale o sito web.
Tale diritto rientra nella più vasta categoria giuridica del diritto d'autore. I principi fondamentali in materia sono regolati a livello internazionale da diversi trattati, mentre a livello interno dalla legge sul diritto d'autore.

## Normativa internazionale
La licenza di sincronizzazione (synch right license) è l'atto emesso dal titolare del diritto (autore od editore
dell'opera musicale) che concede all'utilizzatore che ne fa richiesta di incorporare un particolare brano musicale in
un lavoro audiovisivo. Tale licenza è solitamente ottenuta dall'utilizzatore tramite diretta negoziazione con l'autore
o, più frequentemente, con l'editore (publisher), colui che edita l'opera formalizzandone la paternità artistica e
mettendola a disposizione del pubblico.
Il diritto di sincronizzazione di conseguenza non compete ad associazioni per la tutela del diritto d'autore come ad
esempio ASCAP o Broadcast Music Incorporated (BMI).
Infine, occorre considerare i cosiddetti diritti connessi (related rights) la cui titolarità spetta solitamente a:
- gli esecutori (performers), ovvero gli artisti che eseguono il brano.
- i produttori di fonogrammi (producers of phonograms), ovvero coloro che investono nella registrazione fisica dell'opera.
- organizzazioni di distribuzione (broadcasting organizations), ad esempio le etichette discografiche.

Tali soggetti generalmente non coincidono con l'autore e l'editore dell'opera. Infatti, un'ulteriore licenza deve
essere assicurata presso il possessore della registrazione originale (master recording right) al fine di tutelare i
diritti delle personalità coinvolte nella produzione e registrazione fisica dell'opera autoriale.

## Normativa italiana
In Italia il diritto di sincronizzazione è specificamente tutelato all'articolo 12 comma 2 della legge 633/41 sul diritto
d'autore, che prevede il diritto esclusivo dell'autore di utilizzare economicamente l'opera in ogni forma e modo,
originale o derivato. Si tratta, dunque, di un diritto patrimoniale. Come nella normativa internazionale, anche a
livello italiano si rileva una distinzione tra diritto di sincronizzazione e diritti connessi: il primo spettante all'autore
(artt. 6-11), i secondi, come in ambito internazionale, a produttori di fonogrammi, di opere audiovisive e
cinematografiche, ad artisti interpreti ed esecutori, ed infine ad esercenti di attività di emissione radiofonica o
televisiva e di distribuzione (artt. 72-102).
Come precedentemente accennato, la ratio dei i diritti connessi è quella di tutelare il lavoro del produttore
fonografico, che investe le proprie risorse per registrare e commercializzare l'opera, e dell'artista esecutore, che
interpreta fisicamente il brano. L´esercizio di tali diritti spetta al produttore, il quale ripartisce il compenso con gli
interpreti od esecutori interessati (art 73). Per facilitare l'adempimento degli obblighi di legge, le case discografiche
hanno costituito la Società Consortile Fonografici (SCF), che funge da intermediaria tra le case discografiche
rappresentate e coloro che intendono utilizzare musica registrata. Attraverso la SCF è possibile ottenere, da parte
di tali case discografiche, l´autorizzazione relativa ai diritti connessi.
Qualora l'opera musicale in questione sia tutelata dalla SIAE, il diritto di sincronizzazione non compete a tale società ma resta
esclusivo dell'editore o dell'autore di tale opera. La SIAE, infatti, provvederà solo alla riscossione del compenso separato spettante agli aventi diritto della musica (art 46) utilizzata in un audiovisivo, per la proiezione pubblica nelle sale, diffusione televisiva e per la riproduzione su supporti destinati all'uso privato o al noleggio. Questi diritti vengono riscossi dalla SIAE rispettivamente presso la sala cinematografica, l'emittente televisiva, il produttore dei
supporti.
La procedura per ottenere la licenza di sincronizzazione e dei diritti connessi risulta spesso complessa, lunga e di
esito incerto, specialmente nel caso di brani famosi eseguiti da artisti di successo. Inoltre, l'entità del compenso
economico per l'emissione della licenza è a completa discrezione dell'autore od editore, che possono ad esempio
rifiutarsi di fornirla oppure richiedere un compenso elevato.
Una facilitazione di tale procedimento è rappresentato dal ricorso alla production music (detta anche stock music o
library music) ovvero musica appositamente creata per il commento
di immagini e fotogrammi, riprodotte su supporti audiovisivi e multimediali destinati sia alla distribuzione per l'uso
privato, sia all'uso aziendale, promozionale ed istituzionale. La production music è raccolta in appositi cataloghi o
libraries gestite dagli editori, spesso di consultazione ottimizzata (divisione per generi, stili, tariffe predeterminate).

### Utilizzo sul Web
Il web e le nuove tecnologie hanno introdotto nuove forme di impiego della musica, dando vita a nuovi diritti, come
ad esempio il simulcasting (diritto di ritrasmettere via internet trasmissioni radiofoniche e/o televisive in
contemporanea con la diffusione via etere), il webcasting (diritto di ascolto di musica via internet secondo modalità
interattive e non), lo streaming, il mobilecasting ed il downloading. L'ottenimento di tali diritti va abbinato
all'ottenimento della licenza di sincronizzazione nel caso di utilizzo di musiche sul web. In Italia tali diritti sono
gestiti dalla SCF.

### Fair Use
Il fair use, ovvero la lecita citazione non autorizzata o l'incorporazione di materiale protetto da copyright sotto
alcune condizioni, non è direttamente riconosciuto dalla normativa italiana ed è considerato generalmente
esclusiva della legislazione degli Stati Uniti (Copyright Act, Titolo 17, § 107). Una clausola simile può essere
individuata nell'articolo 70 della legge italiana sul diritto d'autore: va tuttavia posta la massima attenzione da parte
dell'utilizzatore nella valutazione se l'utilizzo che sta facendo di un'opera protetta possa effettivamente rientrare ai
sensi di tale articolo, senza violare diritto di sincronizzazione e diritti connessi.
Ad esempio, le linee guida dettate dal sito web YouTube, dopo aver elencato i casi in cui si è di fronte ad una
chiara violazione del copyright, ammettono l'esistenza di casi particolari dove può legittimamente invocarsi il fair
use, ma lascia la responsabilità della scelta al singolo utente.

### Creative Commons
La gestione dei diritti Creative Commons (CC) si contrappone alla normale protezione del diritto d'autore (“all
rights reserved”, cioè tutti i diritti riservati) mediante politiche di “some rights reserved” (alcuni diritti riservati).
Le quattro condizioni Creative Commons BY, SA, NC, ND, possono essere combinate tra loro a piacimento: è
l'autore che decide, nel momento in cui concede un'opera in licenza, quanti e quali diritti vuole riservarsi
sull'opera. Il diritto di sincronizzazione dunque non si applica alle opere musicali licenziate tramite Creative
Commons, occorre semplicemente rispettare le restrizioni della particolare licenza CC sotto la quale l'opera è
concessa dall'autore od editore.

### Realizzazione di una cover
Sia per questioni di budget che per questioni di scelta artistica, un utilizzatore può decidere di commissionare la
realizzazione di una cover, ovvero una nuova versione del brano musicale che egli intende sincronizzare in una
produzione audiovisiva, realizzata da nuovi interpreti su commissione, previa cessione dei diritti connessi di
questa nuova registrazione fisica. A quel punto, non è più necessaria la licenza sui diritti connessi del master
originale: è necessario solamente l'ottenimento della licenza di sincronizzazione dall'autore od editore.